# Список 25 лідерів плей-оф НБА за блок-шотами за всю історію ліги

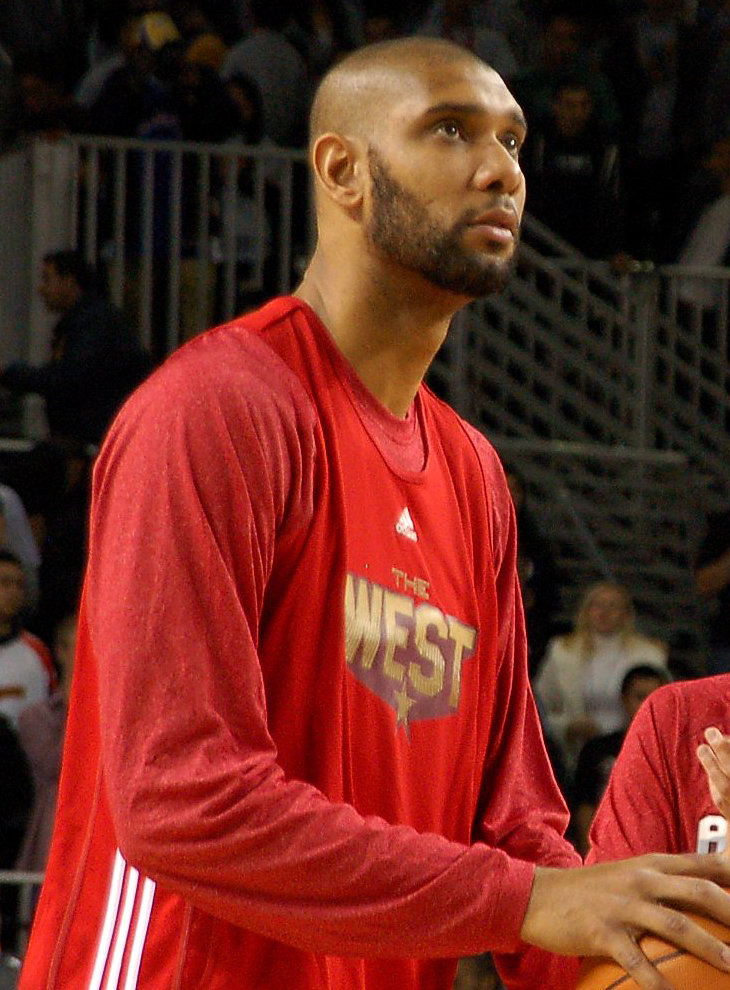
Тім Данкан — лідер плей-оф НБА за блок-шотами за всю історію ліги

Цей список містить 25 гравців, які зробили найбільшу кількість блокшотів в іграх плей-оф Національної баскетбольної асоціації за кар'єру. Повний список лідерів у цій номінації опублікований на сайті basketball-reference.com.
У баскетболі «блокшот» означає ситуацію, коли гравець захисту блокує за правилами кидок суперника і характеризує дії баскетболіста захисту. Основними блокувальними гравцями є гравці передньої лінії — центрові і важкі форварди. Однак гравці інших позицій, які мають добрий стрибок і координацію, часто стають найкращими за цим показником. В НБА найкращим гравцем за блокшотами вважається гравець з найбільшим середнім показником за ними за гру. Вперше цю номінацію ввели в сезоні 1973–74 років, коли стали вести статистика за ними, тому в баскетболістів, які грали до 1973 року, блокшоти в статистиці відсутні.
Лише один баскетболіст дотепер зробив понад 500 блокшотів, 4 гравці подолали рубіж у 400 балів і 7 осіб мають в своєму активі більш як 300 блокшотів.
Єдиним гравцем, який подолав рубіж у 500 блокшотів, є Тім Данкан, який досяг цього результату в плей-оф 2013 року. Данкан завершив свою професійну кар'єру після закінчення плей-оф 2016 року, заблокувавши в підсумку 568 кидків суперника.
У плей-оф 1988 року планку в 450 блокшотів подолав Карім Абдул-Джаббар, який завершив свої виступи в НБА наступного року з результатом 476 балів. Через 10 років, у плей-оф 1998 року, ту саму позначку подолав Хакім Оладжьювон, який завершив свою спортивну кар'єру через чотири роки з результатом 472 блокшоти. У плей-оф 2010 року це досягнення повторив Шакіл О'Ніл, який закінчив свої виступи в асоціації наступного року з результатом 459 балів. Інші баскетболісти набагато відстають від четвірки лідерів.
Лідером же за середнім показником за гру нині є Хакім Оладжьювон, який після закінчення кар'єри має в своєму активі результат у 3,26 блок-шоти в середньому за гру. Друге місце за цим показником займає Марк Ітон, який за підсумками своїх виступів блокував по 2,84 кидка в середньому за гру. На третьому місці йде Мануте Бол, що завершив свою кар'єру 1996 року, показник якого становить 2,66 блокшота в середньому за гру.
У цей список входять п'ять чинних баскетболістів, найрезультативнішим з них є Серхе Ібака, який посідає поки що одинадцяте місце.

## Легенда до списку
| Поз.    | ЛФ             | ВФ             | РЗ                     | АЗ                    | Ц         | Прим.      |
| Позиція | Легкий форвард | Важкий форвард | Розігру- ючий захисник | Атакувальний захисник | Центровий | Примі- тки |

| ^ | Відмічені гравці, які виступають в НБА дотепер                              |
| * | Обрані в Баскетбольну Залу слави                                            |
|   | Нещодавно завершив кар'єру, але поки що його не обрали в залу слави         |
|   | Завершив кар'єру понад 10 років тому, але його так і не обрали в залу слави |

## Список
Станом на 28 травня 2017 року
| Місце  | Гравець              | Фото | Поз.   | Рік народження | Клуби (роки) | Загалом блок-шотів | Ігор зіграно | Блок-шотів за гру | Зала слави | Прим.         |
| ------ | -------------------- | ---- | ------ | -------------- | --- | ------------------ | ------------ | ----------------- | ---------- | ------------- |
| 1      | Тім Данкан           |      | ВФ/ Ц  | 1976           | Сан-Антоніо Сперс (1998—1999, 2001—2016) | 568                | 251          | 2,26              | —          | [ 7 ] [ 8 ]   |
| 2      | Карім Абдул-Джаббар* |      | Ц      | 1947           | Мілвокі Бакс (1970—1973) Мілвокі Бакс (1973—1974) Лос-Анджелес Лейкерс (1977—1989)                                                                          | 476                | 196          | 2,43              | 1995       | [ 11 ] [ 12 ] |
| 3      | Хакім Оладжьювон*    |      | Ц      | 1963           | Х'юстон Рокетс (1985—1991, 1993—1999) Торонто Репторс (2002)                                                                                                | 472                | 145          | 3,26              | 2008       | [ 13 ] [ 14 ] |
| 4      | Шакіл О’Ніл*         |      | Ц      | 1972           | Орландо Меджик (1994—1996) Лос-Анджелес Лейкерс (1997—2004) Маямі Гіт (2005—2007) Фінікс Санз (2008) Клівленд Кавальєрс (2010) Бостон Селтікс (2011)        | 459                | 216          | 2,13              | 2016       | [ 15 ] [ 16 ] |
| 5      | Девід Робінсон*      |      | Ц      | 1965           | Сан-Антоніо Сперс (1990—1991, 1993—1996, 1998—2003) | 312                | 123          | 2,54              | 2009       | [ 17 ] [ 18 ] |
| 6      | Роберт Періш*        |      | Ц      | 1953           | Голден-Стейт Ворріорс (1977) Бостон Селтікс (1981—1993) Шарлотт Горнетс (1995) Чикаго Буллз (1997)                                                          | 309                | 184          | 1,68              | 2003       | [ 19 ] [ 20 ] |
| 7      | Патрік Юїнг*         |      | Ц      | 1962           | Нью-Йорк Нікс (1988—2000) Орландо Меджик (2002) | 303                | 139          | 2,18              | 2008       | [ 21 ] [ 22 ] |
| 8      | Кевін Макхейл*       |      | ВФ     | 1957           | Бостон Селтікс (1981—1993) | 281                | 169          | 1,66              | 1999       | [ 23 ] [ 24 ] |
| 9      | Дікембе Мутомбо*     |      | Ц      | 1966           | Денвер Наггетс (1994—1995) Атланта Гокс (1997—1999) Філадельфія-76 (2001—2002) Нью-Джерсі Нетс (2003) Нью-Йорк Нікс (2004) Х'юстон Рокетс (2005, 2007—2009) | 251                | 101          | 2,49              | 2015       | [ 25 ] [ 26 ] |
| 10     | Бен Уоллес           |      | Ц/ ТФ  | 1974           | Детройт Пістонс (2002—2006) Чикаго Буллз (2007) Клівленд Кавальєрс (2008—2009)                                                                              | 250                | 130          | 1,92              | —          | [ 27 ] [ 28 ] |
| 11-(T) | Серхе Ібака^         |      | ВФ/ Ц  | 1989           | Оклахома-Сити Тандер (2010—2014, 2016) Торонто Репторс (2017)                                                                                               | 239                | 99           | 2,41              | —          | [ 29 ] [ 30 ] |
| 11-(T) | Джуліус Ірвінг*      |      | ЛФ     | 1950           | Філадельфія-76 (1977—1987) | 239                | 141          | 1,70              | 1993       | [ 31 ] [ 32 ] |
| 13     | Двайт Говард^        |      | Ц      | 1985           | Орландо Меджик (2007—2011) Лос-Анджелес Лейкерс (2013) Х'юстон Рокетс (2014—2016) Атланта Гокс (2017)                                                       | 234                | 95           | 2,46              | —          | [ 33 ] [ 34 ] |
| 14     | По Газоль^           |      | ВФ/ Ц  | 1980           | Мемфіс Ґріззліс (2004—2006) Лос-Анджелес Лейкерс (2008—2013) Чикаго Буллз (2015) Сан-Антоніо Сперс (2017)                                                   | 232                | 131          | 1,77              | —          | [ 35 ] [ 36 ] |
| 15-(T) | Рашид Воллес         |      | ВФ/ Ц  | 1974           | Портленд Трейл-Блейзерс (1997—2003) Детройт Пістонс (2004—2009) Бостон Селтікс (2010)                                                                       | 225                | 177          | 1,27              | —          | [ 37 ] [ 38 ] |
| 15-(T) | Роберт Оррі          |      | ВФ/ ЛФ | 1970           | Х'юстон Рокетс (1993—1996) Лос-Анджелес Лейкерс (1997—2003) Сан-Антоніо Сперс (2004—2008)                                                                   | 225                | 244          | 0,92              | —          | [ 39 ] [ 40 ] |
| 17     | Колдвелл Джонс       |      | Ц      | 1950           | Філадельфія-76 (1977—1982) Чикаго Буллз (1985) Портленд Трейл-Блейзерс (1986—1989) Сан-Антоніо Сперс (1990)                                                 | 223                | 119          | 1,87              | —          | [ 41 ] [ 42 ] |
| 18     | Елвін Хейз*          |      | ВФ/ Ц  | 1945           | Сан-Дієго Рокетс (1969) Балтімор Буллетс (1973) Кепітал/ Вашингтон Буллетс (1974—1980) Х'юстон Рокетс (1982)                                                | 222                | 85           | 2,61              | 1990       | [ 43 ] [ 44 ] |
| 19     | Алонзо Моурнінг*     |      | Ц      | 1970           | Шарлотт Горнетс (1993, 1995) Маямі Гіт (1996—2001, 2005—2007)                                                                                               | 215                | 95           | 2,26              | 2014       | [ 45 ] [ 46 ] |
| 20     | Марк Ітон            |      | Ц      | 1957           | Юта Джаз (1984—1993) | 210                | 74           | 2,84              | —          | [ 47 ] [ 48 ] |
| 21     | Леброн Джеймс^       |      | ЛФ/ ТФ | 1984           | Клівленд Кавальєрс (2006—2010, 2015—2017) Маямі Гіт (2011—2014)                                                                                             | 204                | 212          | 0,96              | —          | [ 49 ] [ 50 ] |
| 22     | Кевін Гарнетт        |      | ВФ/ Ц  | 1976           | Міннесота Тімбервулвз (1997—2004) Бостон Селтікс (2008, 2010—2013) Бруклін Нетс (2014)                                                                      | 186                | 143          | 1,30              | —          | [ 51 ] [ 52 ] |
| 23     | Скотті Піппен*       |      | ЛФ     | 1965           | Чикаго Буллз (1988—1998) Х'юстон Рокетс (1999) Портленд Трейл-Блейзерс (2000—2003)                                                                          | 185                | 208          | 0,89              | 2010       | [ 53 ] [ 54 ] |
| 24     | Двейн Вейд^          |      | АЗ/ РЗ | 1982           | Маямі Гіт (2004—2007, 2009—2014, 2016) Чикаго Буллз (2017)                                                                                                  | 174                | 172          | 1,01              | —          | [ 55 ] [ 56 ] |
| 25     | Горас Грант          |      | ВФ/ Ц  | 1965           | Чикаго Буллз (1988—1994) Орландо Меджик (1995—1996, 1999, 2002) Сіетл Суперсонікс (2000) Лос-Анджелес Лейкерс (2001)                                        | 173                | 170          | 1,02              | —          | [ 57 ] [ 58 ] |